# Everardo Dalla Noce
Everardo Dalla Noce (Ferrara, 15 agosto 1928 – Arona, 12 dicembre 2017) è stato un giornalista, critico d'arte e dirigente sportivo italiano, specialista inoltre nel commento dell'andamento dei mercati finanziari, nonché radiocronista di Tutto il calcio minuto per minuto.

## Biografia
I suoi esordi furono come radiocronista sportivo: si occupava di calcio e automobilismo. Nella trasmissione Tutto il calcio minuto per minuto seguiva la SPAL e le squadre milanesi, nonché diversi campionati mondiali di Formula 1: fu lui, nel Gran Premio di Germania del 1976, a raccontare alla radio il terribile incidente occorso a Niki Lauda sul circuito del Nürburgring. Passato alla televisione, ha lavorato per il TG2, curando uno spazio dedicato alla Borsa, in collegamento da Piazza Affari Milano o dalla sua Ferrara. Appassionato tifoso della SPAL ma simpatizzante anche del Napoli, dal 1993 al dicembre 1996 ha partecipato come inviato speciale a Quelli che... il calcio, trasmissione condotta allora da Fabio Fazio, annunciando l'addio il 19 gennaio 1997.
Nel luglio del 1996 viene sospeso da Enrico Mentana, direttore del TG5, per aver prestato il proprio volto a una pubblicità della FIAT, andata in onda proprio dopo il suo collegamento da Piazza Affari all'interno del telegiornale. Il 22 gennaio 2001, succedendo dopo vent'anni di presidenza ad Aldo Notari, è stato eletto presidente della FIBS (Federazione Italiana Baseball Softball), carica dalla quale si è dimesso polemicamente appena nove mesi dopo. Nel novembre 2001 è stato colpito da emorragia cerebrale e ha subíto un intervento chirurgico. Oltre che esperto di filatelia, è stato apprezzato anche come critico d'arte, curando in particolare, negli anni settanta, la rubrica d'arte del quotidiano Il Sole 24 Ore. Il 12 dicembre 2017 la SPAL, squadra della sua città, ne ha annunciato la morte all'età di 89 anni.